# 래리 펜넬

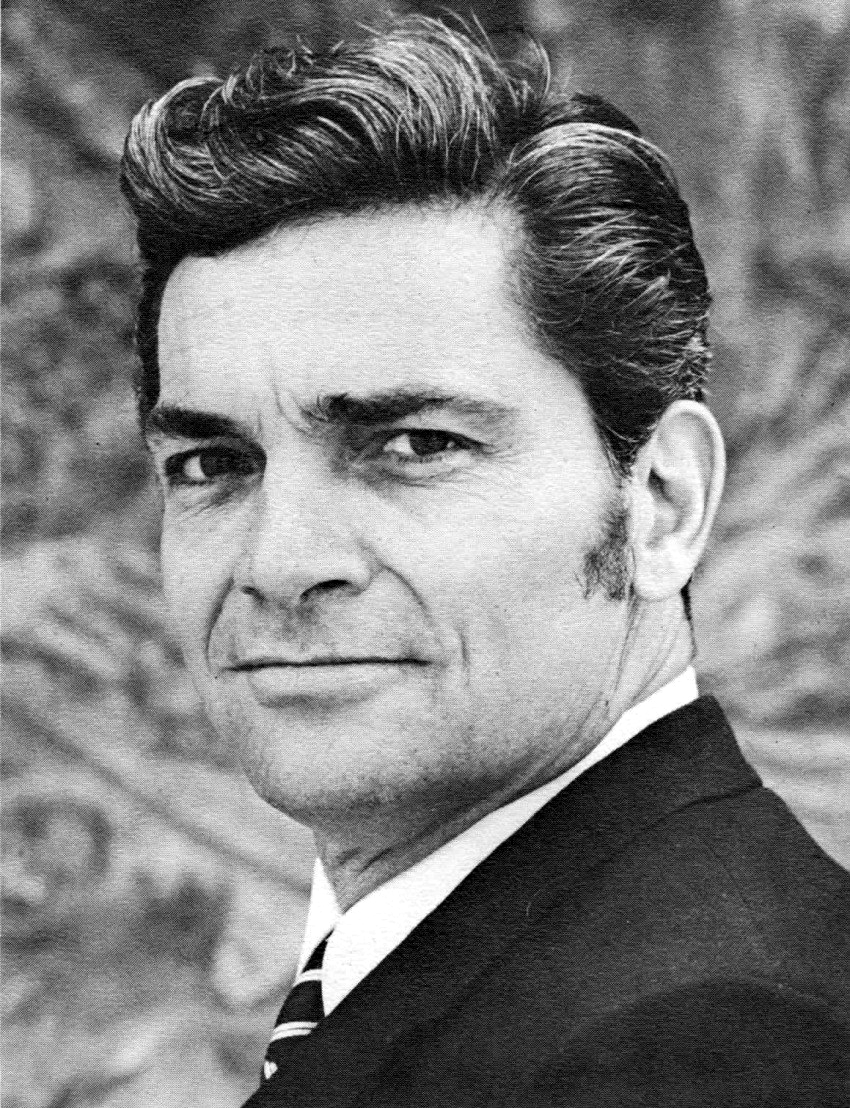

래리 퍼넬(Larry Pennell, 1928년 2월 21일 ~ 2013년 8월 28일)은 미국의 배우, 야구 선수이다.
샌타모니카에서 사망하였다. 사인은 질병이다.

## 출연 작품
- 더 패싱 (2009년)
- 부바 호-텝 (2002년)
- 잭팟(영어판) (2001년)
- 할로윈 나이트 (1999년)
- 미스터 베이스볼 (1992년) - 호위 골드 역
- 바로워 (1991년)
- 메틀스톰 (1983년)
- 슈퍼스티션 (1982년)
- 마릴린: 언톨드 스토리 (1980년)
- 제1구조대 (1979년)
- 엘비스(영어판) (1979년)
- 더 리벤저스 (1972년)
- 특명수사관 오하라 (1971년)
- 위대한 희망 (1970년)
- 연방 경찰 (1959년)
- 베가본드 킹 (1956년)
- 코트 제스터 (1956년)

### 텔레비전
- 더 영 앤 더 레스트리스 (1973년)
- 샌프란시스코 수사반 (1972년)
- 형사 맥밀란 (1971년)
- 비버리 힐빌리즈 (1962년)
- 딜론 보안관 (1955년)
- 달려라 래시 (1954년)
- 매그넘 P.I. (1980년)